# Боглешть
Боглешть, Боглешті (рум. Boglești) — село у повіті Алба в Румунії. Входить до складу комуни Чуруляса.
Село розташоване на відстані 314 км на північний захід від Бухареста, 48 км на північний захід від Алба-Юлії, 73 км на південний захід від Клуж-Напоки, 148 км на північний схід від Тімішоари.

## Населення
За даними перепису населення 2002 року у селі проживали 117 осіб, усі — румуни. Усі жителі села рідною мовою назвали румунську.